# Qafa e Muzinës
Qafa e Muzinës är ett bergspass i Albanien. Det ligger i den södra delen av landet, 160 km söder om huvudstaden Tirana. Qafa e Muzinës ligger 580 meter över havet.
Terrängen runt Qafa e Muzinës är huvudsakligen kuperad, men åt nordost är den bergig.  
Trakten runt Qafa e Muzinës består till största delen av jordbruksmark.  Runt Qafa e Muzinës är det ganska glesbefolkat, med 30 invånare per kvadratkilometer.